# روث ريس
روث ريس (بالإنجليزية: Ruth Reese)‏ (10 مارس 1921، هينفيل في الولايات المتحدة - 25 أكتوبر 1990، أوسلو في النرويج)؛ مغنية، كاتِبة وشاعرة أمريكية. درست في جامعة نورث وسترن.

## روابط خارجية
- روث ريس على موقع ميوزك برينز (الإنجليزية)